# Sange (Rère)
Die Sange ist ein kleiner Fluss in Frankreich, der in der Region Centre-Val de Loire verläuft. Sie entspringt im Gemeindegebiet von Saint-Laurent, im Staatsforst Forêt domaniale de Vierzon, entwässert generell Richtung Nordnordwest und mündet nach rund 16 Kilometern im Gemeindegebiet von Theillay als linker Nebenfluss in die Rère. Auf ihrem Weg durchquert die Sange hauptsächlich das Département Ain und wechselt erst im Mündungsabschnitt in das Département Loir-et-Cher.

## Orte am Fluss
(Reihenfolge in Fließrichtung)
- La Camuserie, Gemeinde Saint-Laurent
- La Lœuf du Houx, Gemeinde Vouzeron
- Fontenay, Gemeinde Nançay
- Le Moulin de Sangette, Gemeinde Theillay